# نادي فريدريكيا لكرة اليد
نادي فريدريكيا لكرة اليد هو نادي كرة يد في الدنمارك تأسس في سنة 1990. تبلغ سعة ملعبه 2225 متفرجا. فاز بالدوري الدنماركي لكرة اليد 5 مرات في 1975، 1976، 1977، 1978، 1979.